# Île-de-France
Île-de-France (wymowaⓘ [il də ˈfrɑ̃s], potocznie także région parisienne, „region paryski”) – region administracyjny w północnej Francji, w obrębie Basenu Paryskiego, obejmujący Paryż (stolicę kraju) i siedem okolicznych departamentów: Essonne, Hauts-de-Seine, Sekwana-Saint-Denis, Sekwana i Marna, Dolina Marny, Dolina Oise i Yvelines. Region zajmuje powierzchnię 12 012 km², a zamieszkany jest przez 12 271 794 osoby (2020), co odpowiada 18% ludności kraju. Gęstość zaludnienia oscyluje na poziomie 1022 os./km². Île-de-France graniczy z regionami: Grand Est, Burgundia-Franche-Comté, Region Centralny-Dolina Loary, Normandia i Hauts-de-France.
Nagromadzenie w Île-de-France dużej liczby zabytków, ośrodków nauki, bibliotek, uniwersytetów, muzeów, wystaw czasowych, stwarza dogodne warunki do kształcenia się, a bogata oferta rozrywkowa (kina, teatry, kluby, kawiarnie, kabarety, sale sportowe) daje różnorodne okazje do odpoczynku, co przyciąga rzesze turystów z całego świata. Zjawisku temu sprzyja rozwinięta sieć szybkich pociągów TGV oraz portów lotniczych, a także kilka podmiejskich centrów rozrywki (m.in. podparyski Eurodisneyland oraz Park Asteriksa).
Nazwa Île-de-France (dosł. „wyspa Francji”) w odniesieniu do regionu otaczającego Paryż prawdopodobnie po raz pierwszy odnotowana została w 1387 roku. Jej pochodzenie nie jest jasne. Według jednej z teorii nazwa nawiązuje do faktu, że region otoczony był z wielu stron przez rzeki, w tym Sekwanę, Marnę i Oise. Inna teoria sugeruje, że nazwa powstała w wyniku zniekształcenia saskiej nazwy Liddle Franke, oznaczającej „małą Francję”. Prowincja Île-de-France funkcjonowała do czasu rewolucji francuskiej (1789), kiedy wprowadzono podział kraju na departamenty. Nazwę wskrzeszono w 1976 roku na potrzeby nowo utworzonego regionu administracyjnego. Jej wybór podyktowany był w dużej mierze niechęcią mieszkańców wobec proponowanej nazwy région parisienne („region paryski”), którą odbierano jako przejaw nadmiernej dominacji stolicy. W języku francuskim przymiotnik od nazwy Île-de-France to francilien(ne), który wymyślony został w latach 80. XX wieku; zaakceptowany przez Akademię Francuską w 1986 roku.

## Podział administracyjny

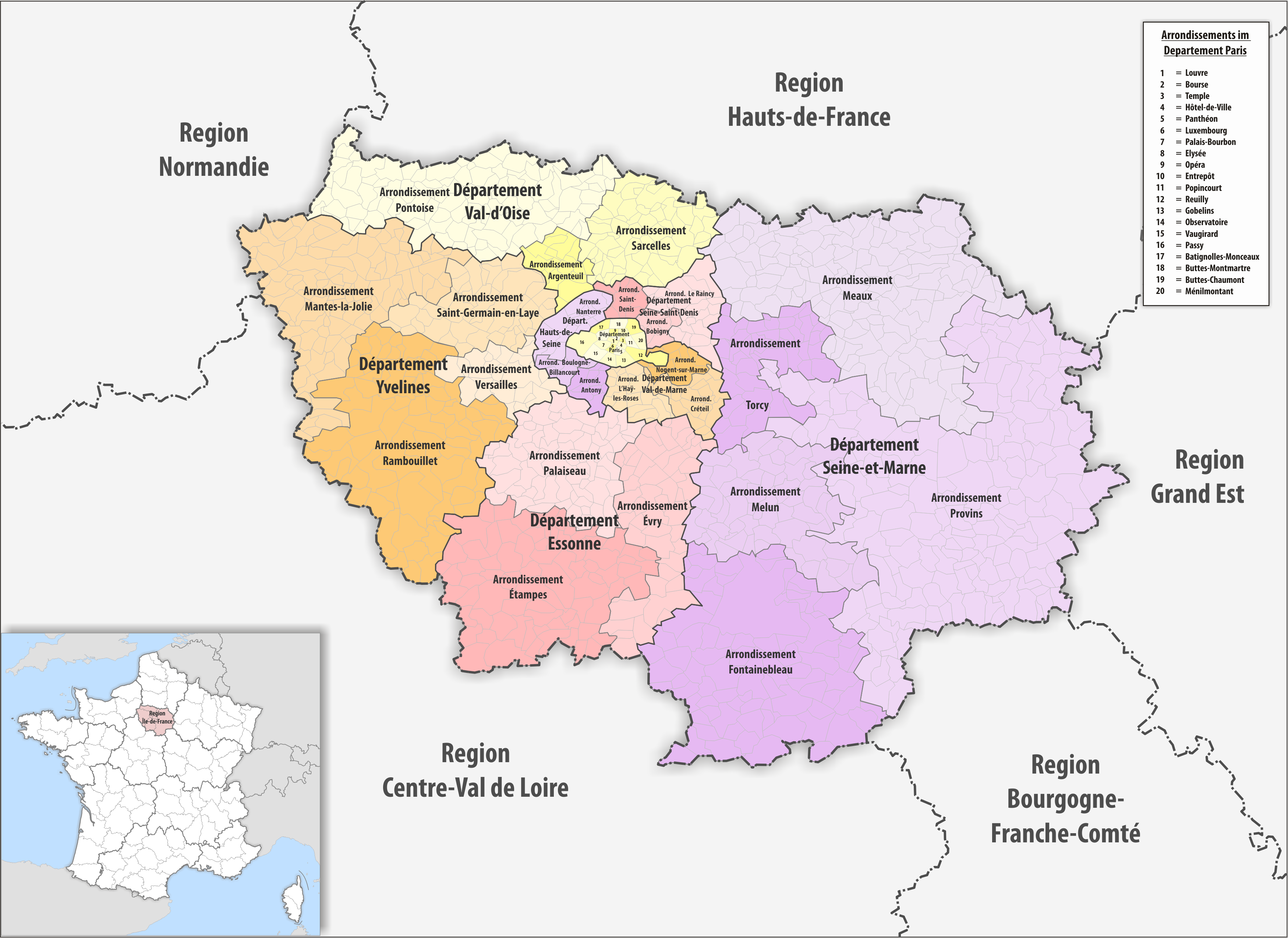
Podział regionu na departamenty i okręgi (arrondissement)

W skład regionu wchodzi 8 departamentów:
- Dolina Marny (Val-de-Marne)
- Dolina Oise (Val-d'Oise)
- Essonne
- Hauts-de-Seine
- Paryż (Paris)
- Sekwana i Marna (Seine-et-Marne)
- Sekwana-Saint-Denis (Seine-Saint-Denis)
- Yvelines

## Miejscowości
Największe miejscowości regionu (w nawiasach liczba ludności w 2020 roku):

- Paryż (Paris, 2 145 906)
- Boulogne-Billancourt (120 911)
- Saint-Denis (113 116)
- Montreuil (111 367)
- Argenteuil (108 567)
- Nanterre (95 782)
- Vitry-sur-Seine (95 649)
- Créteil (92 566)
- Aubervilliers (89 401)
- Asnières-sur-Seine (88 04)
- Colombes (86 775)
- Aulnay-sous-Bois (86 485)
- Wersal (Versailles, 83 583)
- Courbevoie (82 074)
- Rueil-Malmaison (78 265)
- Champigny-sur-Marne (77 439)
- Saint-Maur-des-Fossés (74 520)
- Drancy (71 276)
- Noisy-le-Grand (68 930)
- Issy-les-Moulineaux (67 937)
- Cergy (67 790)
- Levallois-Perret (67 258)
- Évry-Courcouronnes (66 106)
- Ivry-sur-Seine (64 016)
- Clichy (62 933)
- Antony (62 906)
- Pantin (60 419)
- Neuilly-sur-Seine (59 388)
- Sarcelles (58 483)
- Le Blanc-Mesnil (57 989)
- Maisons-Alfort (57 639)
- Villejuif (56 349)
- Meaux (55 709)
- Bobigny (54 906)
- Épinay-sur-Seine (54 419)
- Chelles (54 372)
- Bondy (53 342)
- Clamart (53 179)
- Corbeil-Essonnes (52 340)
- Sevran (51 778)
- Sartrouville (51 746)
- Saint-Ouen-sur-Seine (51 547)
- Fontenay-sous-Bois (51 386)
- Massy (50 506)

## Gospodarka
W regionie Île-de-France wytwarza się mniej więcej 30% produktu krajowego brutto Francji, mimo iż zamieszkuje go jedynie 18% populacji kraju. Aglomeracja cechuje się dużą wydajnością pracy. Bardzo dobrze rozwinięte są różne dziedziny przemysłu, przede wszystkim przemysł samochodowy (fabryki marek Renault, Peugeot, Citroën i DS). Komunikacja i transport miejski należą do najnowocześniejszych w Europie, przede wszystkim rozbudowana sieć metra, a także szybka kolej regionalna, łącząca Paryż z dalszymi przedmieściami (RER).
Istotną gałęzią gospodarki Île-de-France jest turystyka, dzięki której w 2018 istniało 420 tys. miejsc pracy (9% wszystkich miejsc pracy w regionie). Region skupia 90% aktywności kinematograficznej i audiowizualnej Francji. Przedsiębiorstwa z tego sektora zatrudniają w Île-de-France 115 tys. osób.